# Victor David

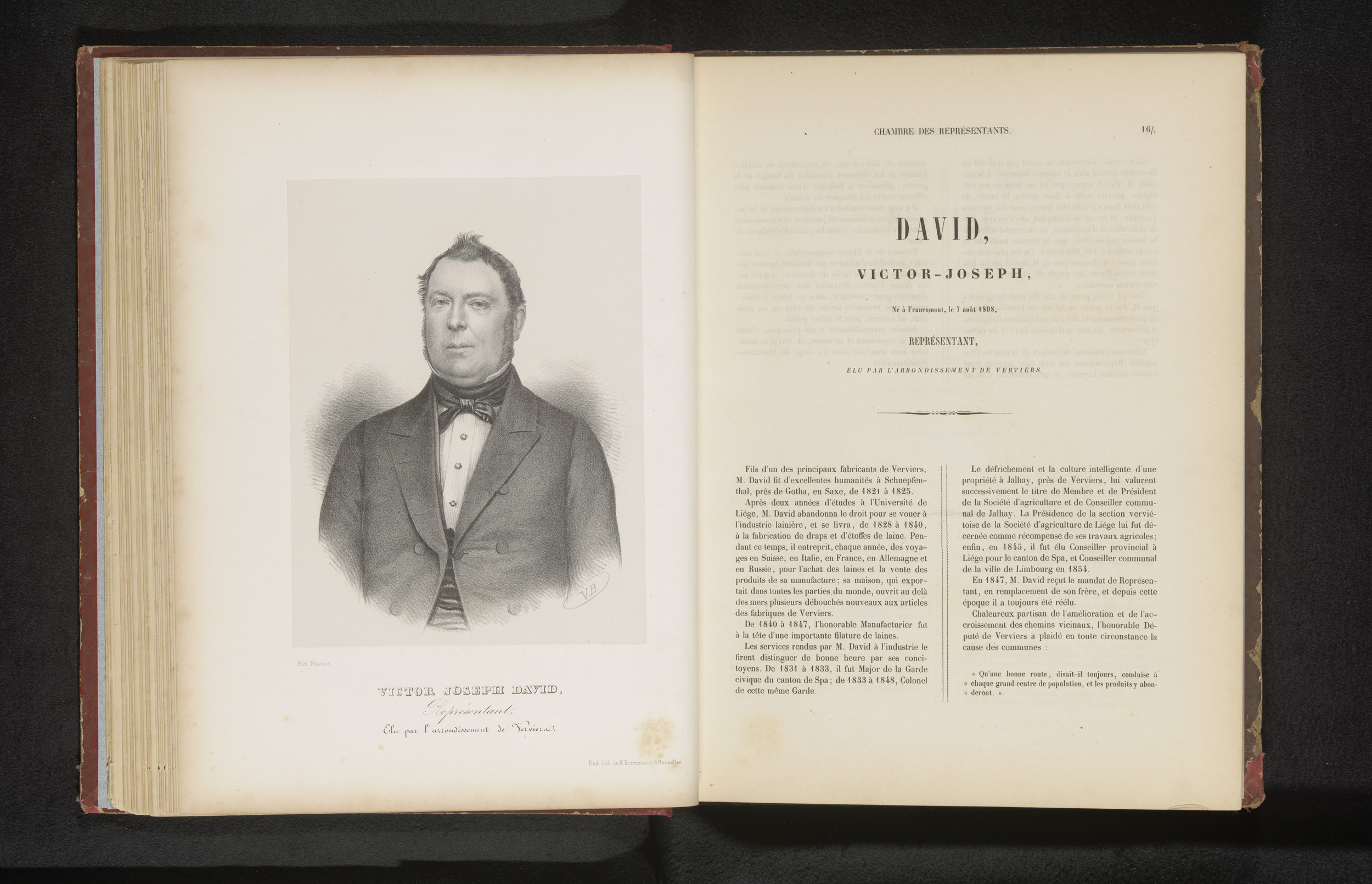
Victor-Joseph David

Victor-Joseph David (Lambermont, 7 augustus 1808 - Limburg, 23 juni 1874) was een Belgisch liberaal volksvertegenwoordiger en industrieel.

## Biografie
Victor David werd verkozen zowel op gemeentelijk, provinciaal en nationaal vlak:
- Hij was gemeenteraadslid van Jalhay en Limburg. In Limburg werd hij schepen (1858-1872).
- Hij was provincieraadslid van Luik (1846-1847).
- In 1847 werd hij verkozen tot liberaal volksvertegenwoordiger. Hij behield dit mandaat tot in 1874, toen hij vlak na zijn herverkiezing overleed. Hij was de broer van Pierre-Joseph David die eveneens volksvertegenwoordiger werd, maar voor de Katholieke Partij.

De gemeente Limburg heeft een Avenue Victor David.